# Belot
Belot (popularniji naziv bela) kartaška je igra vrlo popularna u nekim dijelovima Hrvatske (posebno u središnjoj i sjevernoj Hrvatskoj te Slavoniji), Bugarskoj, Bosni, a igra se širom svijeta, posebice u krugovima armenske dijaspore.
Belot se može kartati udvoje, utroje ili učetvero, premda se najčešće igra učetvero, dok se udvoje ili utroje igra u slučaju da nedostaju igrači.

## Pravila
Pravila su belota vrlo slična francuskoj kartaškoj igri belote, i židovskoj igri klobjoš (Clobyosh), ali s nekoliko bitnih razlika. 
Svaka se partija belota (bez obzira na broj igrača) sastoji od dijeljenja, određivanja aduta, zvanja, igranja i zbrajanja bodova. 

### Dijeljenje i određivanje aduta
Ova se kartaška igra karta sa svežnjem od 32 karte (as, kralj, dama (baba), dečko, X, IX, VIII, VII), i to kartama popularno zvanim mađarice.
Djelitelj nakon miješanja nudi svežanj igraču s lijeve strane na presijecanje: igrač može presjeći ili, udarivši rukom po svežnju, dati znak da ne želi sjeći. Karte se dijele u obrnutom smjeru od kazaljke na satu.
Karte se smiju podići jedino kad igrač ima pravo zvati. Inače se kažnjava igrom (162 boda).
| Žir/Tref | Zelena/List/Pik | Crvena/Srca/Herc | Bundeva/Karo |
| -------- | --------------- | ---------------- | ------------ |
|          |                 |                  |              |

#### Bela udvoje
Svaki igrač dobije po tri karte licem okrenute prema dolje, potom sljedeće tri karte (dakle sveukupno šest karata). Djelitelj zatim okrene sljedeću kartu licem prema gore. Tada dijeli još dodatne četiri karte svojem suigraču i sebi (te se karte nazivaju talon i one se ne smiju miješati s prvih šest podijeljenih karata, nego njih valja odvojiti posebno). Ostatak se karata stavlja vodoravno na onu kartu koja je prije stavljena licem prema gore, ali tako da se vidi o kojoj se karti radi.
Prvih se šest karata podiže i pristupa se određivanju aduta. Prednost ima onaj igrač koji nije dijelio. Nakon što dobro pogleda svoje karte, igrač odlučuje hoće li zvati, odnosno odrediti da adut bude ona boja koja je na karti okrenutoj licem prema gore i na kojoj se nalazi ostatak nepodijeljenih karata, ili će reći dalje.
U slučaju da kaže „dalje“, igrač koji je dijelio dobiva istu mogućnost koju može prihvatiti ili odbiti. Ako oba igrača odbiju da adut bude ona boja koja je na karti licem prema gore, pravo određivanja aduta ponovno dobiva igrač koji nije dijelio. On ponovno može izabrati adut, ali da nije ona boja koju je prvi put odbio i koja se nalazi na okrenutoj karti, ili može po drugi puta reći dalje. 
Ovaj put djelitelj mora odrediti adut između tri preostale boje (bilo koju osim prvotno odbijene). Kada je adut određen, oba igrača podižu preostale četiri karte (talon), tako da svaki igrač u rukama ima ukupno deset karata.
U igri udvoje ako jedan od igrača dobije sedmicu u adutu u prvih šest karata, on može zamijeniti tu sedmicu za kartu koja je okrenuta licem prema gore.

#### Bela utroje
Svaki igrač dobije tri karte okrenute licem prema dolje, zatim još tri karte (ukupno šest), a onda još četiri karte u talonu, koje se posebno odvoje od prvih šest karata. Dvije preostale karte namijenjene su za prvog igrača s djeliteljeve desne strane (on je prvi na redu). Igrači podižu prvih šest podijeljenih karata i prvi igrač s djeliteljeve desne mora zvati aduta. Kada je adut određen, igrači podižu talon (igrač koji je zvao podiže šest karata, a ostali četiri). Tada igrač koji je zvao, tj. odredio adut, izabire iz svojih karata dvije koje će odbaciti, tako da sva trojica sada imaju jednak broj karata u rukama (deset). Odbačene karte pripadaju igraču koji je zvao adut. On ih odlaže među svoje štihove.

#### Bela učetvero
Glavno obilježje bele učetvero jest to da se igra u parovima. Dva suprotstavljena kartaška para imaju cilj da zajedničkom igrom sakupe više od pola bodova od ukupne igre. 
Svaki igrač dobije tri karte okrenute licem prema dolje, zatim još tri karte (ukupno šest) i naposljetku dvije karte u talonu koje treba posebno odvojiti od prvih šest. 
Prvih se šest karata podiže i počinje određivanje aduta. Prvi je na redu igrač s djeliteljeve desne strane (u belotu se sve osim presijecanja odvija u smjeru suprotnom od kazaljke na satu). Igrač karte iz talona smije pogledati tek kada on ili netko drugi zove.
Igrač odlučuje hoće li zvati (odrediti adut) ili će reći "dalje". Ako kaže "dalje", pravo na određivanje aduta dobiva sljedeći igrač s desne strane, koji sada ima ista prava kao i prethodni. Kada dođe red na djelitelja, on mora zvati (to se zove "mus" - njem. müssen = morati). Kada netko odredi adut, svi dižu talon i igra počinje.

### Zvanje
Pod "zvanjem" se podrazumijeva poseban niz karata koje igrač ima u rukama a koji mu donosi dodatne bodove. Postoje četiri vrste zvanja:
1. Četiri iste karte
- 4 dečka: 200 bodova
- 4 devetke: 150 bodova
- 4 asa, desetke, kralja i dame (babe): 100 bodova

Četiri osmice i četiri sedmice ne vrijede ništa. U nekim varijacijama 4 sedmice mogu pobiti zvanje, no uglavnom se ne primjenjuje to pravilo, već klasična zvanja od asa do devetke.
2. Niz karata iste boje (od 3 do 5 karata) 
Kada je u pitanju zvanje, onda je poredak karata sljedeći: as, kralj, dama (baba), dečko, desetka, devetka, osmica i sedmica.  
- 3 karte u nizu iste boje vrijede 20 bodova
- 4 karte: 50 bodova
- 5 karata: 100 bodova

- Šest ili sedam karata zaredom iste boje vrednuje se jednako kao i niz od pet karata, dakle 100 bodova.

3. Osam karata iste boje naziva se "belot" i igrač koji ga je dobio istog trena pobjeđuje, bez obzira na dotadašnji tijek igre (kao da odjednom osvoji 501 bod u beli udvoje, 701 bod u beli utroje ili 1001 bod u beli učetvero). 
4. Kao i imenom igre, "belom" se još naziva i slučaj kada igrač u rukama ima kralja i damu (babu) u adutu. Bela vrijedi još dodatnih 20 bodova.
Kod licitacije zvanja obavezno se prvo mora reći najjače zvanje; ako se ustvrdi da je igrač imao jače zvanje, priznaje se prvo licitirano zvanje.
Zvanje se priznaje samo onom kartaškom paru koji ima najjače (najvrednije) zvanje (iznimka je bela). Drugom kartaškom paru ne priznaje se ništa, pa čak i ako u rukama imaju nekoliko slabijih zvanja, koja, kada se zbroje, vrijede više od zvanja suprotnog para. 
Četiri iste karte (izuzev osmica i sedmica) jače su od niza od pet karata. Između dva niza koja sadržavaju jednak broj karata, prednost ima onaj niz koji sadrži višu kartu; dakle niz "osam, devet, deset, dečko" slabiji je od niza "devet, deset, dečko, dama (baba)".  
Ako se pak dogodi da dva igrača iz suprotnih kartaških parova imaju jednako vrijedno zvanje, prednost dobiva onaj koji je imao prije pravo na određivanje aduta (onaj koji je bliže djelitelju s desne strane). Dopušteno je vezano zvanje (jedna te ista karta sudjeluje u dva zvanja), osim npr. u Međimurju gdje to nije dopušteno. Moguća je i verzija gdje u slučaju jednako vrijednog zvanja prednost ima igrač koji ima to zvanje u adutu, a ako nitko nema zvanje u adutu, vrijedi redoslijed prava na određivanje aduta.
Zvanje se pokazuje odmah na početku igre. Pita se ostale igrače imaju li zvanje; ako imaju, koliko i dokle, da se utvrdi tko ima pravo na nj (iznimka je zvanje bele).    
Igrač koji u rukama ima kralja i damu (babu) u adutu, belu zove u trenutku kada prvi put baci jednu od te dvije karte. Važno je napomenuti da je igrač obavezan jasno istaknuti ostalim igračima da ima zvanje bele, a to će učiniti tako što će reći bela prilikom prvog bacanja bilo kralja bilo dame. Belu je obavezno najaviti, dok odbacivanje druge karte koja čini belu nije obavezno, iako se može popratiti riječima od bele. 
Kod bele učetvero, kada igrač ima pravo na zvanje, onda automatski ima pravo na zvanje i njegov partner.

### Igranje
Igru počinje igrač prvi zdesna do djelitelja (U nekim krajevima Hrvatske: prvi slijeva, npr. Međimurje). Slijedi ga igrač do njega koji ne samo da mora poštovati boju koja je bačena nego treba baciti i kartu koja je veća od prethodne bačene karte. Na primjer, ako prvi igrač baci pikovu osmicu, a sljedeći igrač u rukama drži pikovu sedmicu i pikovu desetku, on mora na osmicu baciti desetku, a ne sedmicu. To je takozvano pravilo ibera (prema njemačkom über - iznad). Uvijek treba baciti jaču kartu, naravno, ako je igrač ima. Ako igrač nema početnu odigranu boju, onda baca adut. Ako nema ni aduta, tek onda može baciti bilo koju kartu. 
Ako je prva karta adut, sljedeći igrač mora baciti jaču kartu u adutu, ako je ima. Ako se prvo odigra boja koja nije adut, a igrač koji je na redu nema karte za poštovanje pa baci adut, igrač nakon njega mora poštovati početnu boju, ali ne mora poštovati "iber", tj. ne mora baciti jaču kartu od početne, i to upravo zato što je igrač prethodno bacio adut. 
Na primjer: adut je srce, prvi igrač baci pikovu osmicu, sljedeći igrač nema pik pa presiječe boju adutom i baca bilo koje srce. Sljedeći igrač u rukama drži pikova asa i pikovu sedmicu i slobodno može baciti pikovu sedmicu, jer pravilo jače karte ne vrijedi kada se neka boja presiječe adutom.
Igrač koji je bacio najjaču kartu, kupi štih i igra prvi u sljedećem bacanju. 
Ako se bilo koje od navedenih pravila prekrši, protivniku/protivnicima pišu se 162 boda (zbroj vrijednosti svih karata) + sva zvanja koja su bila zvana u tom dijeljenju (bez obzira na to tko je zvao). Tu partija završava i kreće se ispočetka u novo dijeljenje.

### Bodovanje
Svaki igrač skuplja svoje štihove. 
Igrač koji nosi zadnji štih dobiva još dodatnih 10 bodova. Igraču se ili kartaškom paru zvanje (uključujući i belu) ne priznaje ako nisu pokupili barem jedan štih.  Ako igrač ili kartaški par pokupe sve štihove, dobivaju još dodatnih 90 bodova. Takav se završetak kruga naziva štiglja (ponegdje i štih mač ili štihak).
Takozvana čista igra (igra u kojoj nije bilo zvanja) iznosi 162 boda. Igrač ili kartaški par koji je zvao mora skupiti najmanje pola+1 boda od ukupne igre, ako želi proći. Dakle ako je igra čista, treba se skupiti 82 boda za prolaz. U suprotnom se ne prolazi nego pada. U nekim dijelovima Hrvatske dozvoljen je prolaz s pola bodova od ukupnog broja, ali samo ako se zove na "pod muss", tj. kao četvrti.
Zbroj bodova u igri raste ako su u dijeljenju zvanja. Sva zvanja se zbroje i pridodaju na 162. Od dobivenog se iznosa za prolaz ponovno zahtijeva pola+1. (Ako je bilo 20 zvanja, igra iznosi 182 – prolaz je 92; ako je bilo 50 zvanja, igra je 212 - prolaz je 107 bodova). 
Kada se bela igra utroje, igrač koji zove adut treba skupiti više od zbroja bodova ostalih dvaju igrača.  

#### Bodovanje udvoje
Ako je igrač koji je zvao adut prošao, tj. skupio više bodova od protivnika, obojici se igrača piše zbroj štihova koji su osvojili. 
Ako je igrač koji je zvao adut pao, tj. nije skupio više bodova od protivnika, protivnički igrač osvaja sve njegove bodove + svoje bodove. 
Protivnikov pad bilježi se crticom, ne nulom.

#### Bodovanje utroje
Ako je igrač koji je zvao adut prošao, tj. skupio pola+1 od igre, svakom od troje igrača se pišu osvojeni bodovi koje su osvojili u pokupljenim štihovima. 
Ako je igrač koji je zvao adut pao, on ne osvaja ništa. Ostala dva igrača osvajaju onoliko koliko su pokupili u štihovima.
Pad se bilježi crticom, ne nulom.

#### Bodovanje učetvero
Ako je kartaški par koji je zvao adut prošao, tj. skupio pola+1 bod od ukupne igre, svakom se paru zbrajaju bodovi koje su uspjeli skupiti. 
Ako je kartaški par koji je zvao adut pao, tj. nije skupio pola+1 bod od ukupne igre, sve bodove dobiva suprotni kartaški par. 
Pad se bilježi crticom, ne nulom.

### Vrednovanje karata  (bodovi)
| u adutu     | u adutu | kad nije adut | kad nije adut |
| ----------- | ------- | ------------- | ------------- |
| Dečko       | 20      | As            | 11            |
| Devetka     | 14      | Desetka       | 10            |
| As          | 11      | Kralj         | 4             |
| Desetka     | 10      | Dama          | 3             |
| Kralj       | 4       | Dečko         | 2             |
| Dama (baba) | 3       | Devetka       | 0             |
| Osmica      | 0       | Osmica        | 0             |
| Sedmica     | 0       | Sedmica       | 0             |

## Pobjeda
Bela se ne igra unedogled, već do određene granice. Kada igrač ili kartaški par dosegne tu granicu, uobičajeno je reći da je igrač ili kartaški par – vani.  
Postoje dva načina da se završi ova kartaška igra. Prvi se način među kartašima naziva igrati na dosta – igraču je ili kartaškom paru cilj skupiti u zadnjem odlučujućem dijeljenju onoliko bodova koliko mu nedostaje da dosegne dogovorenu granicu, bez obzira na to je li skupio pola+1 od cjelokupnog zbroja igre (na primjer: ako se u beli udvoje igrač nađe u situaciji da ima 496 bodova, dakle nedostaju mu još 5 bodova da bude vani, a prva je karta koju baci dečko u adutu (koji vrijedi 20 bodova), po pravilu "igrati na dosta" ovdje se igra završava). Samo par koji osvoji štih može reći "vani". 
Drugi način da se bela privede kraju jest pravilo igrati na prolaz. Igrač ili kartaški par treba skupiti pola+1 od bodova ukupne igre ako želi proći. Drugim riječima, zadnje se odlučujuće dijeljenje po ovom pravilu ne razlikuje od ostalih dijeljenja. 
Onaj igrač ili par igrača koji je zvao boju (odredio aduta) na početku igre, igra isključivo na prolaz, jer ako nijeprošao, ne može pobijediti u igri. Par odnosno igrač koji nije zvao, nema ni obavezu "proći" pa tako može prestati igrati kad mu je "dosta" odnosno skupi broj bodova potreban za izlaz. 
Bela se tako može igrati na dosta ili na prolaz. 
Prema uobičajenim pravilima igra se na "dosta" (igrač ili par moraju dostići dovoljan broj bodova i moraju osvojiti štih).  

#### Bodovna granica (bela udvoje)
Pobjeđuje onaj koji prvi skupi 501 bod.

#### Bodovna granica (bela utroje)
Pobjeđuje onaj koji prvi skupi 701 bod.

#### Bodovna granica (bela u parovima)
Pobjeđuje onaj koji prvi skupi 1001 bod.